# سعد الجمال
سعد سليم محمد حسين الجمال (20 يونيو 1945 - 5 فبراير 2021)، هو سياسي ولواء شرطة مصري، حصل على ليسانس الحقوق ودبلوم العلوم الشرطية عام 1966م، بدأ الجمال حياته العملية بعد التخرج عام 1966 في قسم شرطة قصر النيل، حيث عمل في بداية مشواره ضابطا برتبة «ملازم» بالقسم، ليترقى بالمناصب حتى أصبح رئيسا لمباحث مركز أبو تشت بمديرية أمن قنا، في سبتمبر عام 1975 ورقي إلى رتبة «مقدم». وفي فبراير عام 1977 عُيّن الجمال مفتشا بإدارة المباحث الجنائية في مصلحة الأمن العام بوزارة الداخلية برتبة «عقيد»، وظل يعمل في المصلحة حتى حصل على رتبة «اللواء». ومنذ عام 1988 وحتى عام 1991 عُيّن رئيسا لمجموعة القاهرة بإدارة المباحث الجنائية في مصلحة الأمن العام، كما شغل عام 1992 منصب مساعد مدير أمن القاهرة للأمن العام. وبين عامي 1995 و1997 تولى اللواء سعد الجمال منصب مدير أمن قنا بدرجة «مساعد وزير داخلية» حتى خروجه للتقاعد من الخدمة في أغسطس عام 1997. وبعد تقاعده، انتُخب الجمال عضوا بـ«مجلس الشعب» -النواب حاليا- في الفترة من عام 2000 إلى عام 2005، نائبا عن دائرة مركز الصف ووكيلا للجنة الدفاع والأمن القومي.

## وفاته
توفي يوم الجمعة، 5 فبراير 2021 عن عمر ناهز 75، وشييع الجثمان بمسقط رأسه بالصف الجيزة.

## وصلات خارجية
- الموقع الرسمي.